# Палий, Фёдор Прокофьевич
Фёдор Прокофьевич Палий (1916—1996) — генерал-майор Советской Армии, участник Великой Отечественной войны, Герой Советского Союза (1945).

## Биография
Фёдор Палий родился 5 июня 1916 года в селе Кобриново (ныне — Тальновский район Черкасской области Украины). Окончил семь классов школы и Тальновский сельскохозяйственный техникум. В 1935 году Палий был призван на службу в Рабоче-крестьянскую Красную Армию. В 1937 году он окончил Качинскую военную авиационную школу лётчиков. С начала Великой Отечественной войны — на её фронтах. В боях несколько раз был ранен.
К апрелю 1945 года гвардии майор Фёдор Палий командовал 135-м гвардейским бомбардировочным авиаполком (6-й гвардейской бомбардировочной авиадивизии, 1-й воздушной армии, 3-го Белорусского фронта). К тому времени он совершил 168 боевых вылетов на бомбардировку и штурмовку скоплений боевой техники и живой силы противника, его важных объектов, нанеся ему большие потери.
Указом Президиума Верховного Совета СССР от 19 апреля 1945 года за «образцовое выполнение заданий командования и проявленные при этом мужество и героизм» гвардии майор Фёдор Палий был удостоен высокого звания Героя Советского Союза с вручением ордена Ленина и медали «Золотая Звезда» за номером 6122.
После окончания войны Палий продолжил службу в Советской Армии. В 1947 году он окончил Высшие лётно-тактические курсы, в 1958 году — Высшие академические курсы при Военной академии Генерального штаба. В 1961 году в звании генерал-майора Палий был уволен в запас. Проживал в Черкассах. Скончался 15 сентября 1996 года, похоронен на черкасском кладбище № 1

## Награды
Был также награждён тремя орденами Красного Знамени, орденом Александра Невского, двумя орденами Отечественной войны 1-й степени, орденом Красной Звезды и рядом медалей.

## Семья
Дети Александр Фёдорович Палий, Василий Фёдорович Палий, Валентина Фёдоровна Левишина